# 愛不再回來
《愛不再回來》（英語：We Don't Live Here Anymore）是一部2004年的電影，由約翰·庫倫所執導。此電影根據安卓·杜布斯的短篇故事We Don't Live Here Anymore and Adultery所改編。这部电影以美國的华盛顿州为背景，並在加拿大不列颠哥伦比亚省的温哥华附近拍摄。